# Mata de Alcántara
Mata de Alcántara es un municipio español de la comarca de Alcántara, en la provincia de Cáceres, Extremadura.

## Geografía
Se encuentra a 18 kilómetros de la frontera con Portugal, en la penillanura del río Salor y en la margen izquierda del Tajo. Es de naturaleza paleozoica pizarrosa del silúrico, con algunas fajas de cuarcita y granitos. La altitud sobre el nivel del mar es de 332 metros.

### Medio natural
- Dehesas . Es el ecosistema más representativo de Extremadura y en Mata de Alcántara encontramos notables ejemplos de este paisaje.

Originalmente es el bosque mediterráneo, que ha sido modificado por el hombre mediante la eliminación de árboles y arbustos para su aprovechamiento agrícola (siembra de cereales), ganadero (oveja, vacas, cerdos) y forestal (carbón vegetal, leña, bellotas). La encina es la especie predominante en estas dehesas, ya que es el árbol que mejor se adapta a los suelos pobres y la meteorología extrema. Algunos ejemplares cuentan con más de 500 años de antigüedad. Junto a la encina aparecen alcornoques, en áreas de mayor humedad y pequeños árboles, como el galapero (peral silvestre) y el acebuche. Los arbustos representativos son el cantueso, la jara, la zarza y la escoba. En cuanto a la fauna, en las dehesas habitan una importante cantidad de aves, entre las que destacan la cigüeña blanca, la grulla, el milano negro, el rabilargo y las palomas torcaces. También existen mamíferos como el zorro, el conejo, el tejón y la jineta.
Históricamente las dehesas de Mata de Alcántara tienen mucha importancia porque eran terrenos públicos y sus aprovechamientos eran comunales y beneficiaban a toda la población. Se pueden destacar la dehesa boyal, donde encontramos un mirador de aves y el Galapero. 
- Ribera de Mata. Aprovechando pequeñas depresiones en el terreno y materiales fácilmente erosionables se ha creado una red de arroyos y regatos de vital importancia para la supervivencia de algunas especies. Es el caso de la ribera de la Mata, que desemboca en el Tajo.

Históricamente en las orillas de las riberas se instalaron molinos de agua para la producción de harina y se construyeron las charcas de Greña y Cueto para el ganado y la pesca. Sin embargo, esto no ha limitado la presencia de importantes especies vegetales y animales que conforman un paisaje muy frondoso en contraste con los ecosistemas que le rodean. La vegetación predominante es el denominado bosque de galería, con árboles de hoja caduca, como olmos, chopos y fresnos, arbustos como la adelfa, el mimbre o la zarza y pequeñas plantas como el helecho o el junco.
A la sombra de esta abundante vegetación aparece un importante catálogo de aves, tanto zancudas (cigüeña blanca y negra, garza, cigüeñuelas, garcetas) como anátidas (porrones, somormujos, ánades). Además especies como el jabalí o el ciervo aprovechan la ribera para acercarse a beber cuando otros acuíferos están secos. 
Riveros del Tajo
La presencia de un gran río como el Tajo, que atraviesa la comarca se traduce en la presencia de zonas de riveros que conforman un paisaje de alto valor ecológico, que ha llevado a que estas zonas sean declaradas ZEPAS (Zona de Especial Protección para Aves).
Como consecuencia del relieve accidentado y de las fuertes pendientes, el hombre no ha tenido acceso a esta zona, lo que ha servido para mantener gran número de especies vegetales y animales.
Sin embargo la construcción de embalses ha inundado las orillas haciendo desaparecer el bosque de ribera. La vegetación predominante en las laderas es la encina y el acebuche, en algunos casos de gran tamaño. En las zonas de menor pendiente el aprovechamiento ganadero limita el crecimiento de los árboles. Las orillas que no han sido inundadas conservan bosques de álamos, fresnos o chopos.
En cuanto a la fauna la falta de presencia humana ha favorecido la permanencia de especies emblemáticas como el águila imperial ibérica, la cigüeña negra, el buitre negro o el águila real, que aprovechan cantiles y árboles para construir sus nidos. Otras especies interesantes son el buitre leonado, la golondrina dáurica, el alimoche, la nutria y el lucio.
En Mata de Alcántara destaca la existencia de un comedero para buitres cercano a la población y que constituye un punto de encuentro fundamental para la supervivencia de estas aves.

### Clima
Mata de Alcántara tiene un clima mediterráneo de tipo Csa (templado con verano seco y caluroso) según la clasificación climática de Köppen.
| Parámetros climáticos promedio de Mata de Alcántara en el periodo 1968-1981 | Parámetros climáticos promedio de Mata de Alcántara en el periodo 1968-1981 | Parámetros climáticos promedio de Mata de Alcántara en el periodo 1968-1981 | Parámetros climáticos promedio de Mata de Alcántara en el periodo 1968-1981 | Parámetros climáticos promedio de Mata de Alcántara en el periodo 1968-1981 | Parámetros climáticos promedio de Mata de Alcántara en el periodo 1968-1981 | Parámetros climáticos promedio de Mata de Alcántara en el periodo 1968-1981 | Parámetros climáticos promedio de Mata de Alcántara en el periodo 1968-1981 | Parámetros climáticos promedio de Mata de Alcántara en el periodo 1968-1981 | Parámetros climáticos promedio de Mata de Alcántara en el periodo 1968-1981 | Parámetros climáticos promedio de Mata de Alcántara en el periodo 1968-1981 | Parámetros climáticos promedio de Mata de Alcántara en el periodo 1968-1981 | Parámetros climáticos promedio de Mata de Alcántara en el periodo 1968-1981 | Parámetros climáticos promedio de Mata de Alcántara en el periodo 1968-1981 |
| Mes | Ene.                                                                        | Feb.                                                                        | Mar.                                                                        | Abr.                                                                        | May.                                                                        | Jun.                                                                        | Jul.                                                                        | Ago.                                                                        | Sep.                                                                        | Oct.                                                                        | Nov.                                                                        | Dic.                                                                        | Anual                                                                       |
| --- | --------------------------------------------------------------------------- | --------------------------------------------------------------------------- | --------------------------------------------------------------------------- | --------------------------------------------------------------------------- | --------------------------------------------------------------------------- | --------------------------------------------------------------------------- | --------------------------------------------------------------------------- | --------------------------------------------------------------------------- | --------------------------------------------------------------------------- | --------------------------------------------------------------------------- | --------------------------------------------------------------------------- | --------------------------------------------------------------------------- | --------------------------------------------------------------------------- |
| Temp. media (°C) | 7.7                                                                         | 9.6                                                                         | 11.8                                                                        | 15.0                                                                        | 18.0                                                                        | 23.3                                                                        | 27.8                                                                        | 27.8                                                                        | 23.3                                                                        | 17.9                                                                        | 11.5                                                                        | 7.4                                                                         | 16.8                                                                        |
| Precipitación total (mm) | 94.0                                                                        | 77.5                                                                        | 57.4                                                                        | 42.5                                                                        | 48.5                                                                        | 36.0                                                                        | 6.6                                                                         | 9.2                                                                         | 30.2                                                                        | 51.5                                                                        | 60.9                                                                        | 79.2                                                                        | 593.4                                                                       |
| Fuente: Ministerio de Agricultura, Alimentación y Medio Ambiente. Datos de precipitación para el periodo 1968-1981 y de temperatura para el periodo 1968-1981 en Mata de Alcántara 23 de octubre de 2012 |                                                                             |                                                                             |                                                                             |                                                                             |                                                                             |                                                                             |                                                                             |                                                                             |                                                                             |                                                                             |                                                                             |                                                                             |                                                                             |

## Historia

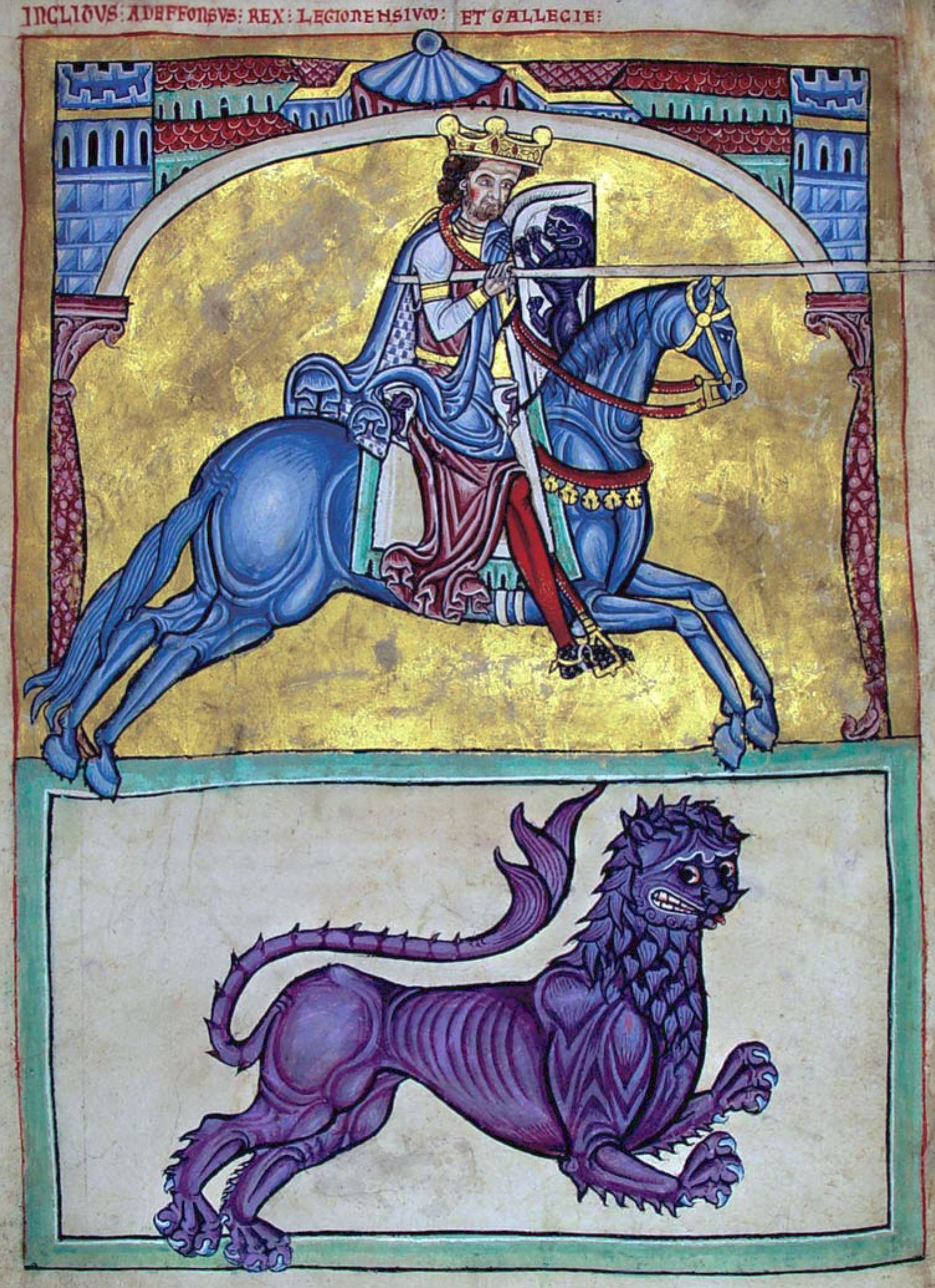
Tras tomar Alcántara en 1213, Alfonso IX de León inició la repoblación de la comarca, naciendo entre otras localidades, Mata de Alcántara

En el término municipal, existen diversos vestigios arqueológicos representados por varias tumbas antropomórficas situadas en las inmediaciones de la ermita de San Lorenzo. Pertenecen a la época medieval.
El origen de este pueblo está ligado a la Reconquista y a la Orden Militar de Alcántara. La conquista de estos territorios fue llevada a cabo por Alfonso IX de León, que toma Alcántara en 1213, integrando la zona en el Reino de León, si bien entrega el control del territorio a la Orden alcantareña para su defensa y organización. A partir de este momento, se utiliza el sistema de encomienda para repoblar la zona.
Esta localidad sufrirá, al igual que los demás pueblos, los efectos de la inestabilidad política de la Corona de Castilla y León en el siglo XV, hasta la llegada al trono de los Reyes Católicos. La Orden de Alcántara se ve afectada con una guerra civil entre sus principales mandatarios, repercutiendo en los pueblos sobre los que ejerce su jurisdicción. El siglo XVI es el siglo de desarrollo y crecimiento de esta zona. 
En 1594 formaba parte de la Tierra de Alcántara en la Provincia de Trujillo con la denominación de La Mata.
En los siglos XVII y XVIII sufrirá, los efectos de las guerras con Portugal, que se traducen en saqueos y pillajes por parte del enemigo. En los inicios del siglo XIX, con la invasión francesa y la guerra de la Independencia, La Mata, como los demás pueblos de la zona, se verá afectado con destrucciones y saqueos.
En 1791, el Interrogatorio de la Real Audiencia de Extremadura señalaba que La Mata era villa del partido de Alcántara y pertenecía también a su priorato siendo territorio de las órdenes ("nulius diocesis"), y aunque correspondía a la villa de Alcántara en lo que a rentas se refiere, en todo lo demás estaba unido a la villa de Valencia de Alcántara. La justicia del lugar contaba con un alcalde ordinario para los asuntos gubernativos, dos regidores y un procurador síndico, pagados todos ellos por los fondos de los propios de la villa. Tenía fiel de fechos y alguacil, pero no escribano propio puesto que cuando era necesario se traía de otras localidades. En cuanto a los oficios profesionales no contaba con abogado, médico, ni boticario, pero sí con un cirujano pagado con las igualas con los vecinos.
A la caída del Antiguo Régimen la localidad se constituye en municipio constitucional, que se integra en la división territorial de 1833 en la provincia de Cáceres, la región de Extremadura, así como en el partido judicial de Alcántara, denominándose sucesivamente Mata y La Mata que en el censo de 1842 contaba con 200 hogares y 1096 vecinos. En los inicios del siglo XIX, con la invasión francesa y la guerra de la Independencia, La Mata,
Según señalaba Madoz a mediados del siglo XIX, a la caída del Antiguo Régimen la localidad de la Mata se constituía en municipio constitucional en la provincia y audiencia territorial de Cáceres, partido judicial y priorato de Alcántara. Seguía teniendo en esta época casa de ayuntamiento y cárcel en el mismo edificio, teniendo además escuela de primera educación, financiada por los fondos públicos, a la que asistían 18 niños, estando ya el cementerio a las afueras del pueblo, en la ermita de San Sebastián. Su iglesia parroquial tenía curato de entrada y provisión del tribunal especial de las órdenes militares, puesto que seguía perteneciendo a la de Alcántara. El presupuesto se cubría con el fondo de propios, que consistía en la labor y pastos de los baldíos, y de él se pagaba al secretario.
Por otro lado, en los primeros años del siglo XX las actas reflejan la crisis política municipal y las luchas de poder para conseguir el puesto de alcalde, pero también las decisiones y preocupaciones por las obras públicas, la sanidad e higiene y la educación; los acuerdos para resolver el paro obrero y la situación social. A partir del periodo democrático se desarrollarán un sinfín de servicios encaminados a mejorar la calidad de vida de los ciudadanos.
A partir de la segunda mitad del siglo XIX es cuando oficialmente se la denomina Mata de Alcántara, aunque para los habitantes del pueblo sigue siendo La Mata.
Durante el siglo XX Mata de Alcántara, como otros pueblos de España, sufrirá los efectos negativos de la emigración, perdiendo en el periodo de 1950 a 1980, algo más del 70% de su población con las consecuencias socioeconómicas que esto conlleva.

## Patrimonio

### Monumentos religiosos

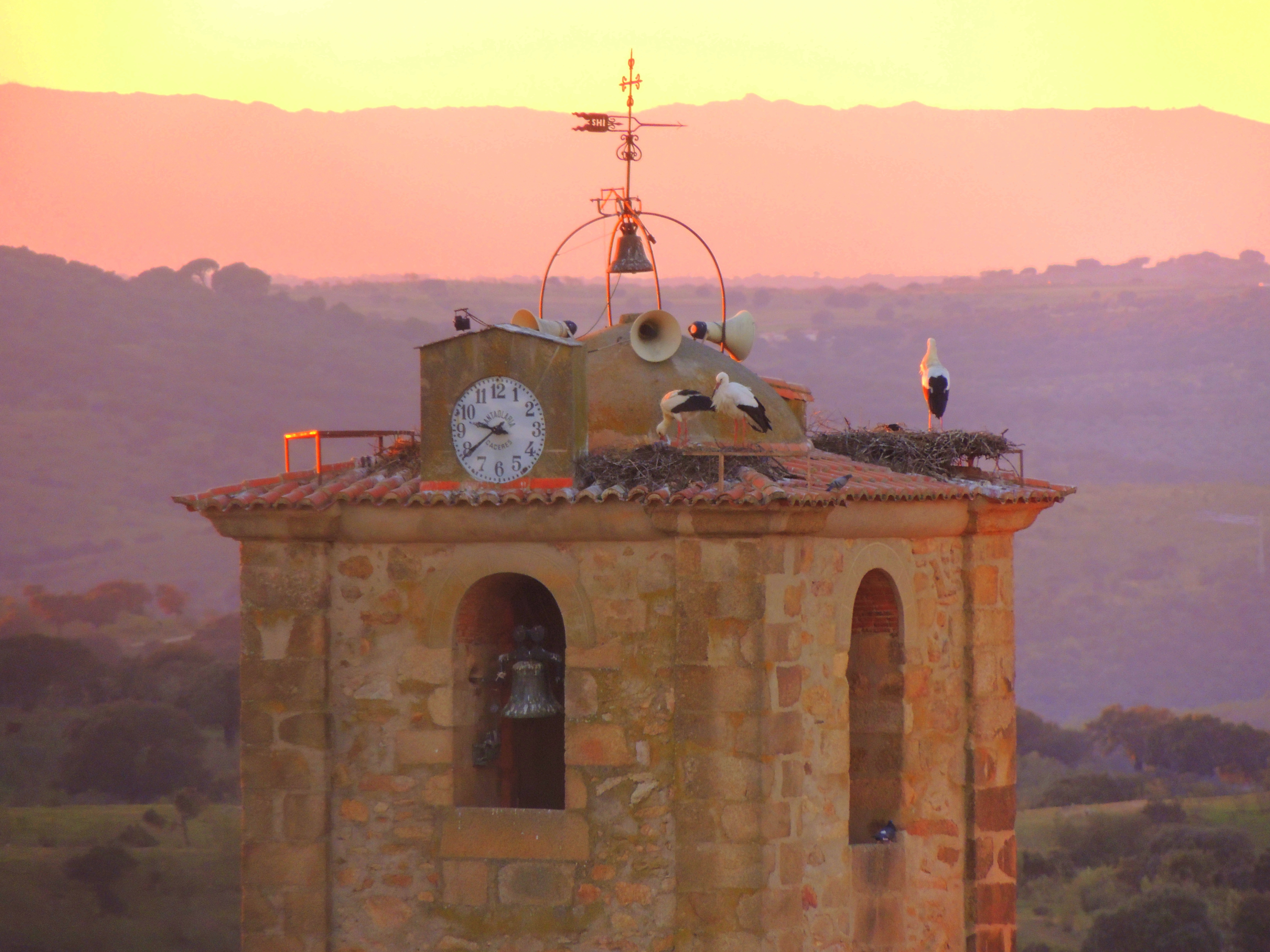
Campanario de la iglesia parroquial de Santa María de Gracia.

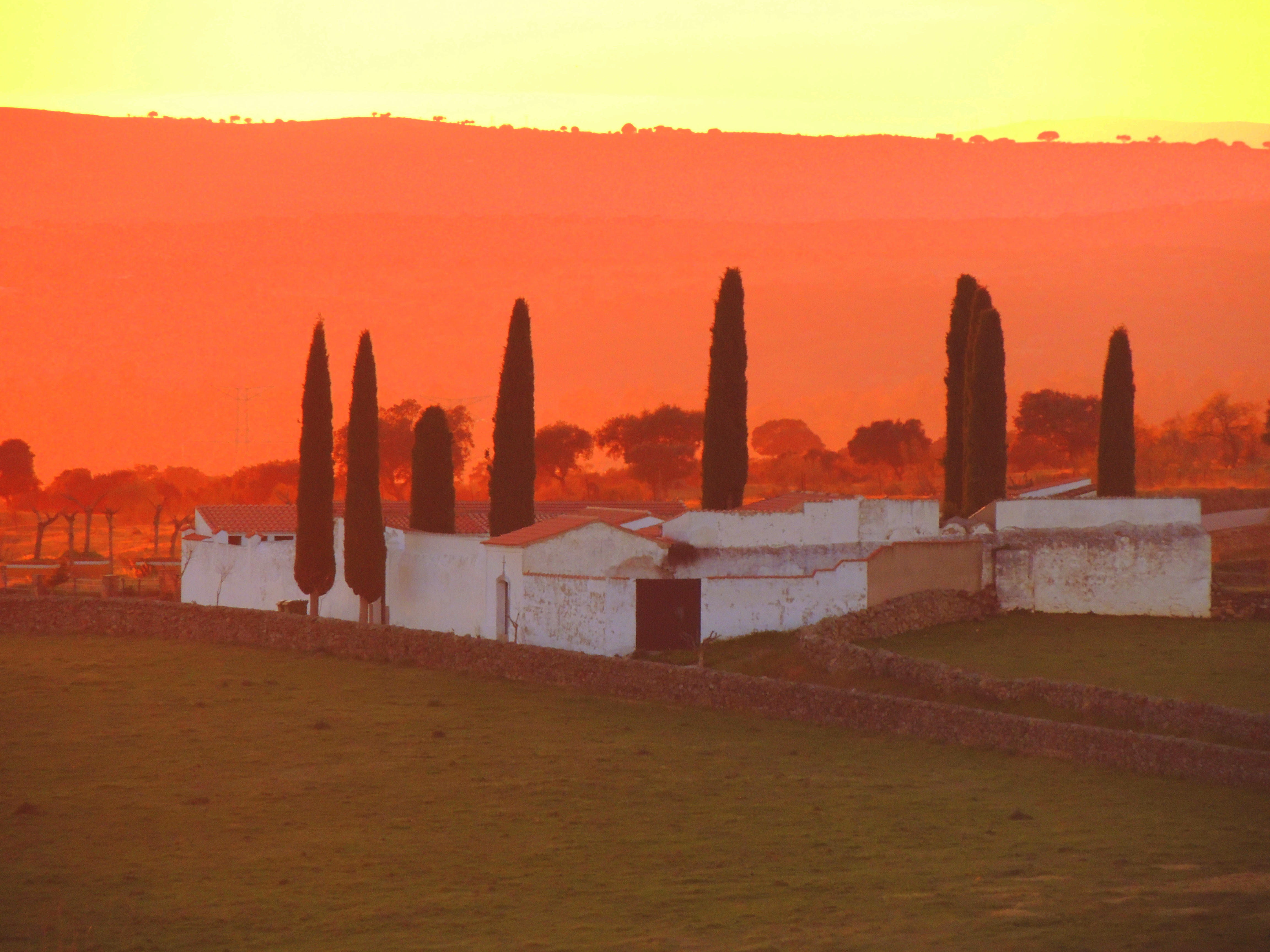
Cementerio de Mata de Alcántara

Destaca en esta población la iglesia parroquial de Santa María de Gracia, esbelto edificio de sillería.Consta de cuatro naves que hacen la longitud de 52 varas, siendo la segunda y cuarta más largas que la primera y tercera. Las dos primeras tienen de altura 13 varas. Están abovedadas con piedra labrada de granito. Las otras dos tienen sólo ocho varas de altura, pero carecen de la bóveda, que ha sido sustituida por madera sobre la que descansa directamente el tejado. Las paredes, pila bautismal, arcos de entrada, coro, torre y escalera es todo de cantería labrada. Rodea a este edificio un atrio. En su construcción se observan claramente dos partes definidas. En el interior de este edificio resulta de interés el retablo mayor, que corresponde a finales del siglo XVI, un pequeño retablo en el muro del Evangelio con pinturas representando a San Bernardo y a San Francisco del siglo XVIII, así como restos de pintura mural del siglo XVI. Obra del gran arquitecto extremeño Pedro de Ibarra.
También se encuentran en el municipio las ermitas de San Lorenzo, San Pedro y San Sebastián.

### Patrimonio natural

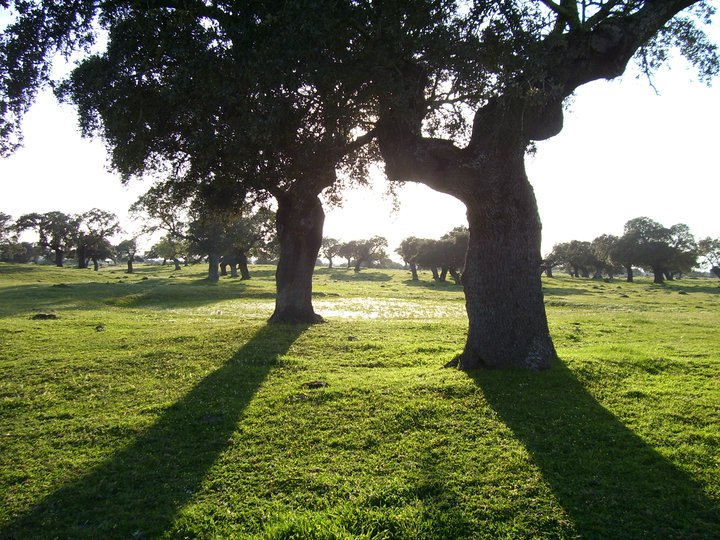
Dehesa de Mata de Alcántara

El visitante puede observar el entorno natural de sus dehesas y de sus charcas, como la de Cuetos, en la Ribera de la Mata, con una importante riqueza faunística, especialmente aves, cigüeñas blanca y negra, garzas,grullas y ánades.

## Cultura

### Gastronomía
Se mantiene una exquisita gastronomía representada por platos tan típicos como la chanfaina, la berzas con buche, las tencas o las mormenteras.

### Fiestas y tradiciones
- El Niño (6 de enero). La imagen del niño Jesús recorre de madrugada todo el pueblo, casa por casa, bendiciendo los hogares, a hombros de jóvenes del pueblo, para conducir en la iglesia con la misa del Día de Reyes.

- Las Candelas (2 de febrero). Santa Misa y Procesión de Las Candelas, con velas encendidas. Folklore, gastronomía (coles con buche), repostería tradicional, carreras de cintas a caballo, música y baile.

- Ruta Naharro. Se celebra a mediados de febrero, con numerosos coches, motos y quads recorren los campos del pueblo durante hora sorteando obstáculos naturales y adentrándose por dehesas, zonas escarpadas, recovecos entre peñas, etc.

- Matanza tradicional. El último sábado de febrero tiene lugar la matanza tradicional del cerdo, siguiendo las formas y costumbres de antaño.

- Romería de San Lorenzo. Celebrada el último sábado de abril en su ermita en la dehesa.

- San Lorenzo (10 de agosto). Fiestas en honor al patrón de la localidad, San Lorenzo. Festejos taurinos al estilo tradicional en la plaza del pueblo y variadas y numerosas actividades deportivas, culturales, lúdicas, etc.

- Mercardo de la Reconquista. (12 de octubre). Rememoración de la reconquista de la zona en el siglo XIII por Alfonso IX de León y la creación del pueblo, con gran protagonismo de las órdenes militares. Rutas a caballo y a pie, gastronomía, recreación de batallas, representación de oficios y tradiciones, bailes medievales, pasacalles, teatro de calle, juegos, música folk o verbena.

## Demografía
Mata de Alcántara cuenta con una población de 286 habitantes (INE 2024).
| Gráfica de evolución demográfica de Mata de Alcántara entre 1842 y 2021 |
| |
| Población de derecho según los censos de población del INE Población de hecho según los censos de población del INEEn este censo se denominaba Mata: 1842. En este censo se denominaba La Mata: 1857. En este censo se denominaba La Mata de Alcántara: 1860. |

## Personas destacadas

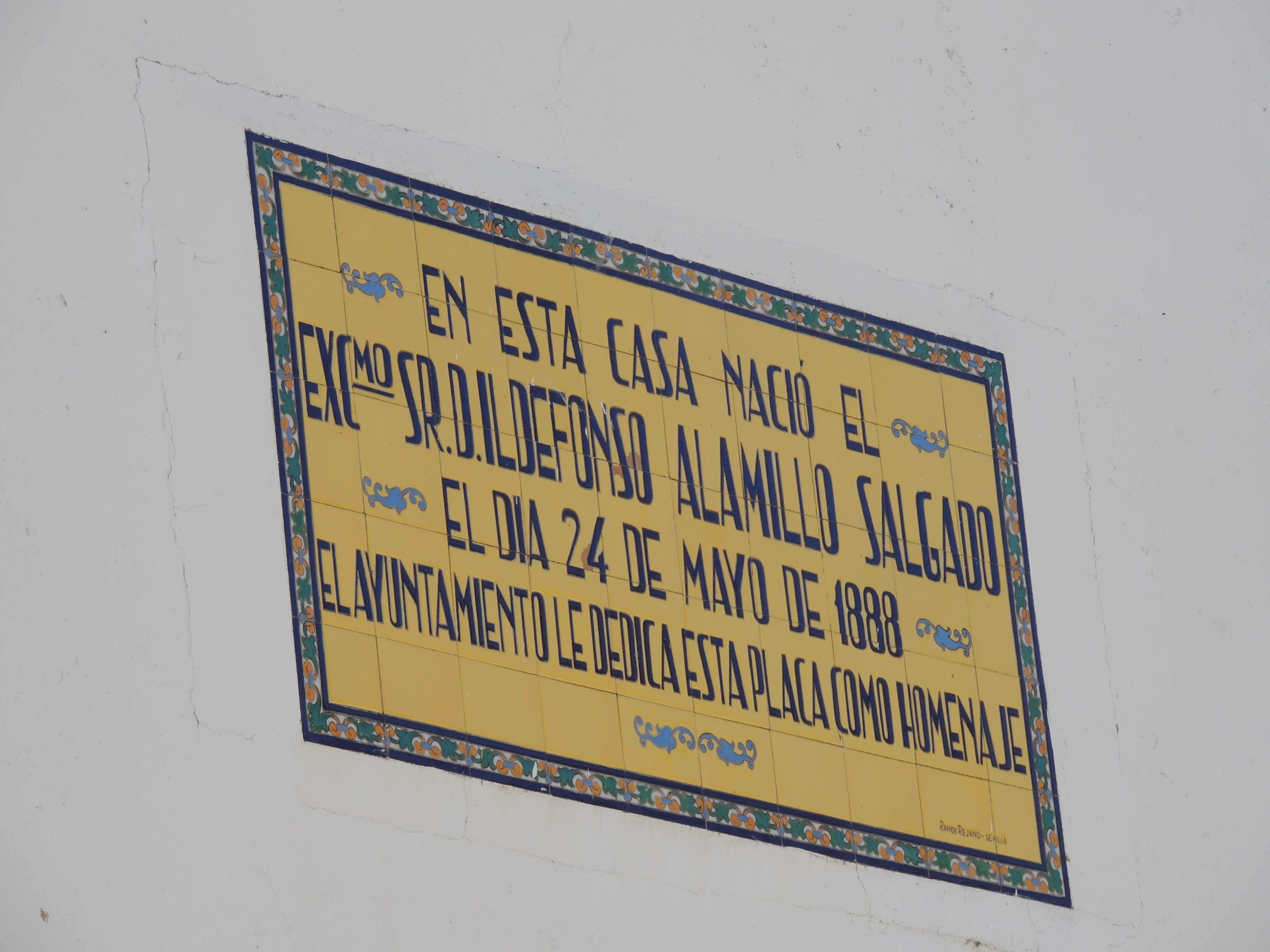
Placa conmemorativa en la fachada donde nació Ildefonso Alamillo

- Ildefonso Alamillo Salgado. Nació en Mata de Alcántara el 24 de mayo de 1888. Se licenció en Derecho en la Universidad de Salamanca en 1910. Desde 1913 ocupó diferentes destinos como Juez, principalmente en la Región de León, habiendo desempeñado el cargo de juez en Huéscar, Alba de Tormes, Castuera, La Bañeza, Zamora y Salamanca. En junio de 1926 accedió al cargo de teniente fiscal de la Audiencia de Salamanca, trasladado en enero de 1928 a Palencia como fiscal de la Audiencia, y unos meses después en el mismo cargo en Zamora. En 1933 fue promovido a fiscal provincial con destino en Salamanca, mientras que en 1939 se le nombró teniente fiscal de la Audiencia Territorial de Madrid. En 1949 fue nombrado Magistrado del Tribunal Supremo en 1949, y en 1955 se le nombró fiscal del Tribunal Supremo. En 1957 se le concedió la Gran Cruz de San Raimundo de Peñafort y en 1965 la Gran Cruz de la Orden del Mérito Civil. Es autor del libro El Brocense, de 1958.[8]